# Żółta Turnia
Żółta Turnia (niem. Gelber Berg, słow. Paňščická veža, węg. Sárga-hegy) – wznoszący się na 2087 m n.p.m. szczyt w północnej grani Skrajnego Granatu w polskich Tatrach Wysokich. Grań ta oddziela Dolinę Gąsienicową od Pańszczycy.

## Topografia
Od sąsiedniego na południe Wierchu pod Fajki (ok. 2135 m) masyw Żółtej Turni oddziela Żółta Przełęcz (2026 m). W północnym kierunku przedłużeniem Żółtej Turni jest porośnięty kosodrzewiną, a niżej lasem długi grzbiet kończący się w widłach Pańszczyckiego Potoku i Suchej Wody w dolnej części Pańszczycy.
Na najwyższym wierzchołku Żółtej Turni grzbiet ten rozgałęzia się na dwa ramiona. Orograficznie prawe – będące głównym ramieniem wododziałowym Żółtej Turni – to Zadni Upłaz, poniżej którego znajdują się Dubrawiska. Pomiędzy obydwa grzbiety wcięta jest depresja, niżej przechodząca w Żółty Żleb, często błędnie nazywany Pańszczyckim Żlebem (nie znajduje się w Pańszczycy, lecz w Dolinie Gąsienicowej). Spływa nim Żółty Potok.

## Opis masywu
Nazwa szczytu związana jest z porastającym go jasnożółtym porostem, wielosporkiem jaskrawym (Acarospora oxytona). Od północnej strony Żółta Turnia posiada charakterystyczny kształt rozłożystej piramidy, zbudowanej z granitoidów i twardych piaskowców kwarcytowych. Skały te budują cały masyw, na uwagę zasługuje Pańszczycka Skałka, która zbudowana jest z wapieni. Odporne na wietrzenie skały krzemianowe spowodowały, że górna granica lasu jest tutaj obniżona o około 150 m. kosodrzewina porasta zbocza Żółtej Turni na wysokości około 1450–1750 m. W gąszczu kosodrzewiny występują pojedyncze limby.

## Turystyka i taternictwo
Po 1860 r. Żółta Turnia była odwiedzana przez turystów, nigdy jednak nie była popularna. Obecnie jest zamknięta zarówno dla turystów, jak i taterników. Przed zamknięciem jej przez Tatrzański Park Narodowy był to szczyt popularny wśród adeptów wspinaczki skalnej. Przechodzili oni głównie 2 drogi wspinaczkowe: Żebro Pietscha i grań Żółtej Igły, a nieliczni instruktorzy taternictwa także skalne fragmenty zachodniego zbocza. Według Władysława Cywińskiego na zamknięciu Żółtej Turni taternicy niewiele stracili.
Przez szczyty grani, w której się znajduje nie ma żadnych szlaków turystycznych, jedynie północnymi zboczami Żółtej Turni przebiega żółty szlak z Doliny Gąsienicowej na Krzyżne.
Pierwsze wejścia:
- letnie – Maksymilian Nowicki i Jędrzej Wala (starszy) w 1864 r., drugie: Eugeniusz Janota z towarzyszami 2 sierpnia 1867 r., trzecie: trzy nieznane turystki w 1867 r.,
- zimowe – Mieczysław Karłowicz i Roman Kordys, 15 lutego 1908 r.[7]

18 sierpnia 1931 r. Państwowy Instytut Meteorologiczny ustawił na szczycie przyrząd do mierzenia opadów atmosferycznych, pierwszy w Tatrach Wysokich.

## Szlaki turystyczne
– północnymi zboczami Żółtej Turni (przez Dubrawiska) i dalej przez dolinę Pańszczycę obok Czerwonego Stawu przebiega szlak z Doliny Gąsienicowej na Krzyżne. Czas przejścia: 2:45 h, ↓ 2:05 h

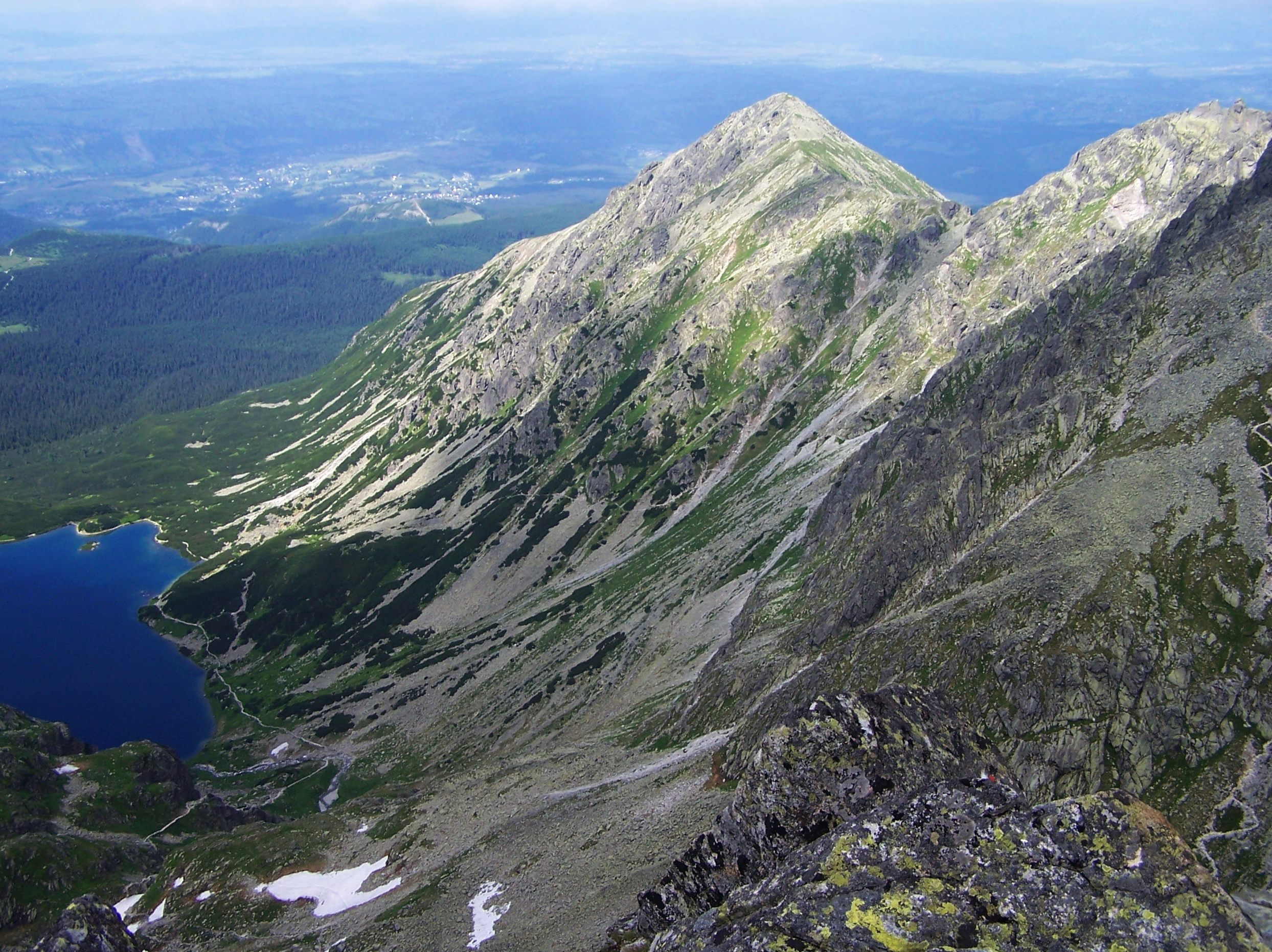
Żółta Turnia i Czarny Staw Gąsienicowy – widok z Koziego Wierchu
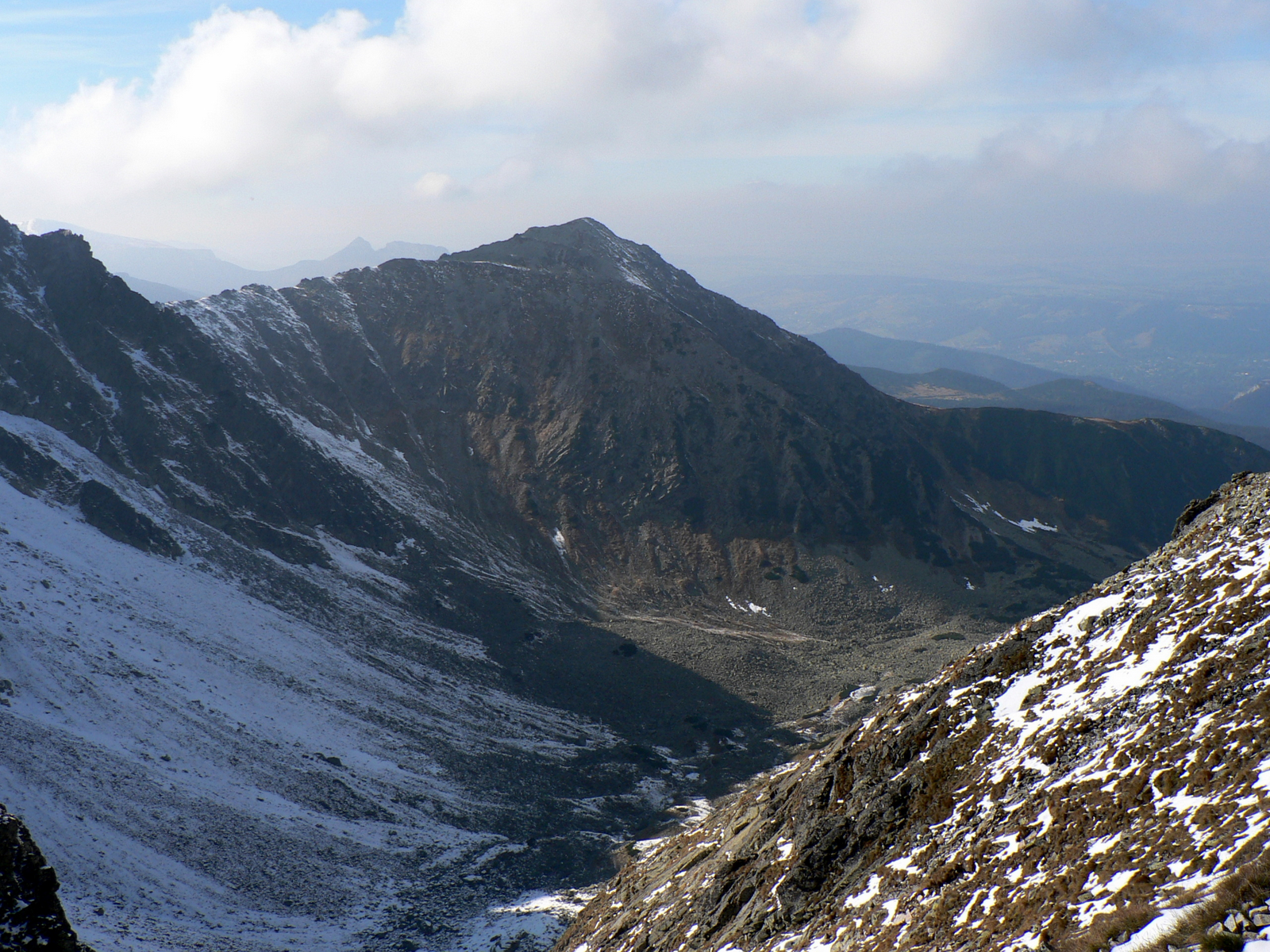
Widok na Żółtą Turnię i dolinę Pańszczycę ze szlaku na Krzyżne
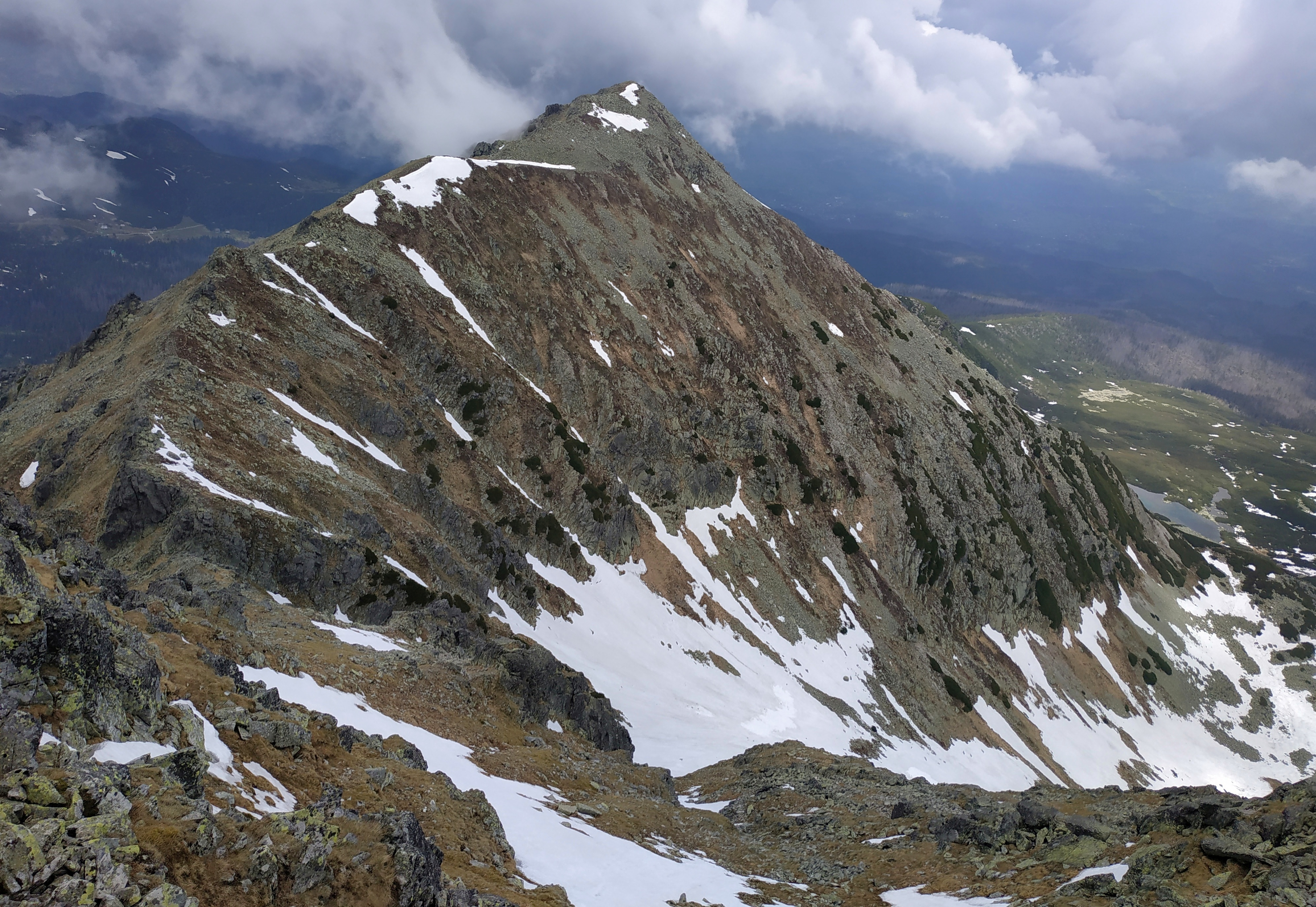
Widok z Wierchu pod Fajki
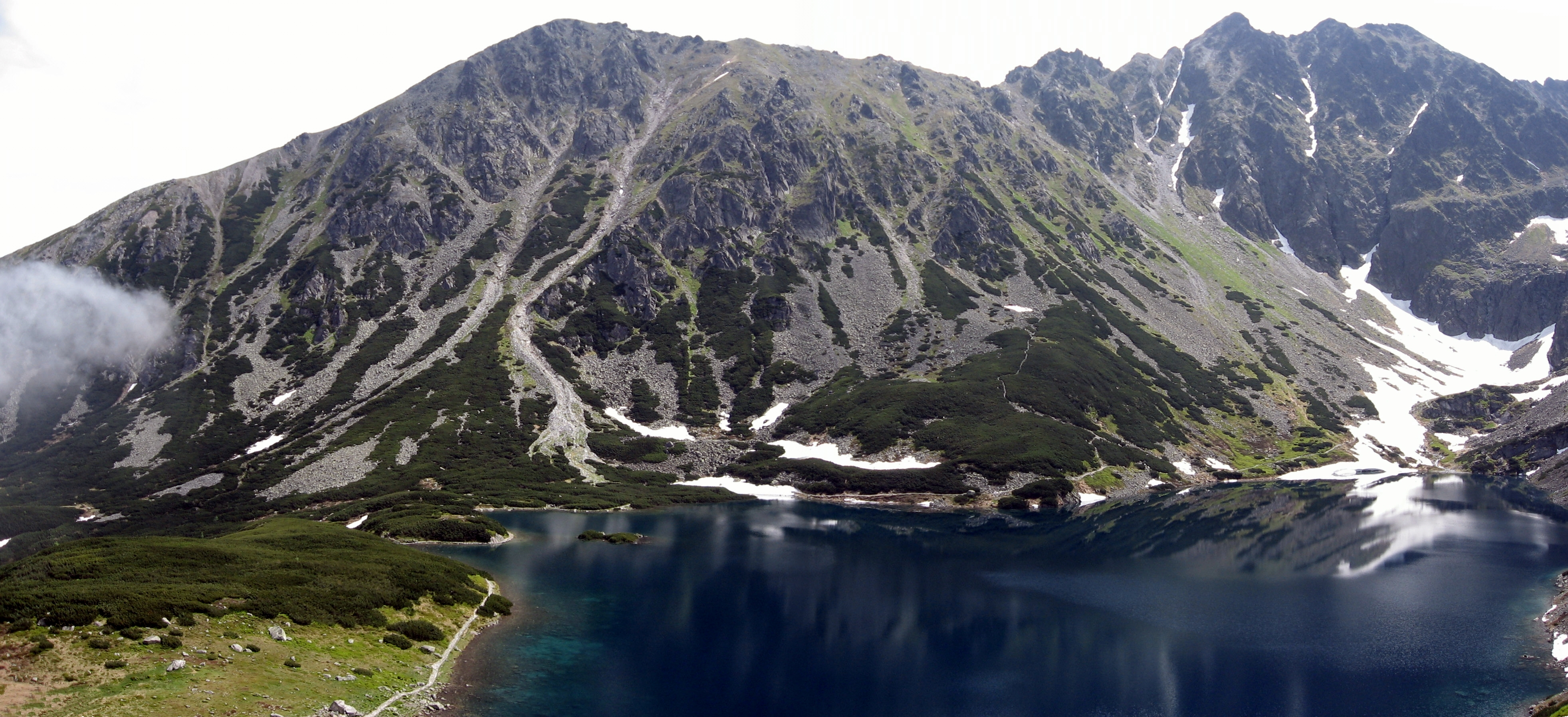
Widok znad Czarnego Stawu Gąsienicowego